# 국제이동위성기구

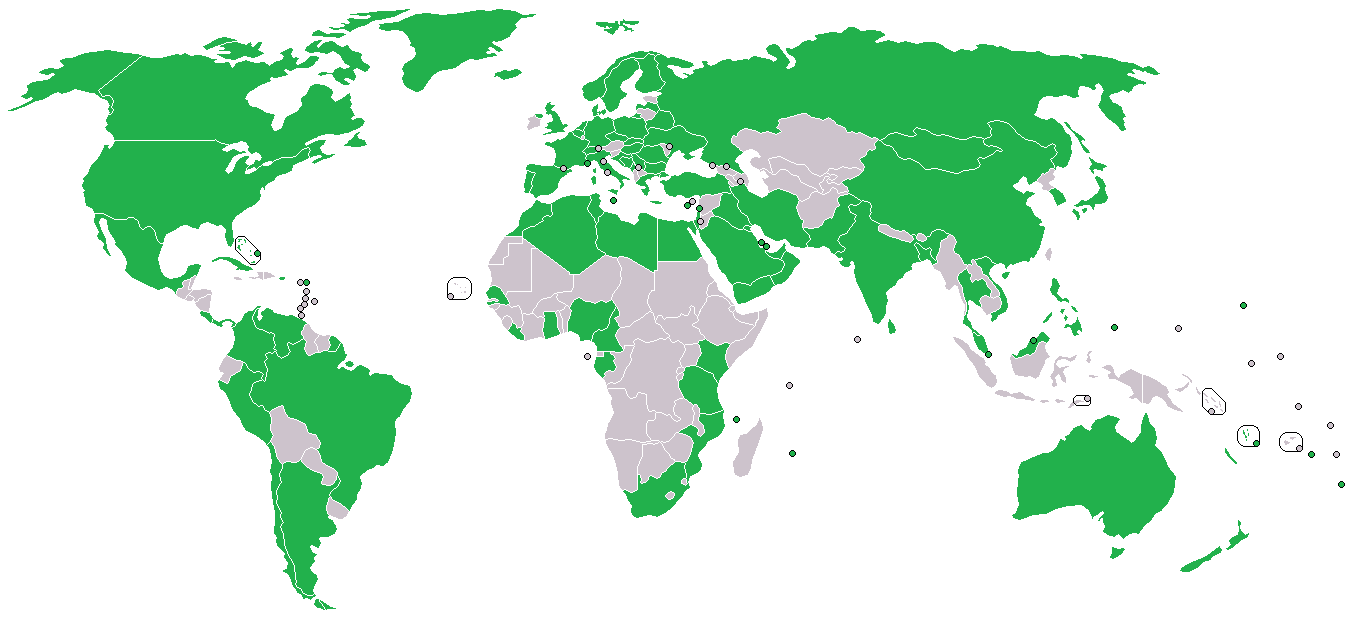
IMSO 회원국 (2015년 4월 15일 기준)

국제이동위성기구(International Mobile Satellite Organization, IMSO)는 해상 선박의 자동화된 비상 신호 통신을 위한 전 세계 시스템을 제공하기 위해 국제 해사 기구(IMO)가 설립한 GMDSS(Global Maritime Distress and Safety System)의 위성 통신 요소에 대한 감독 기관이다. IMSO는 해상 이동 위성 통신 서비스(현재 Inmarsat Ltd 및 Iridium Ltd에서 제공) 제공을 보장한다.